# Wysszaja liga czempionata SSSR po futbołu (1978)
Rozgrywki radzieckiej wyższej ligi w sezonie 1978 były czterdziestymi drugimi w historii radzieckiej pierwszej ligi. W rozgrywkach wzięło udział szesnaście drużyn, w tym dwie, które awansowały z drugiej ligi – Spartak Moskwa i Paxtakor Taszkent. Po sezonie ligę powiększono do osiemnastu zespołów. Mistrzowski tytuł po raz drugi wywalczyła drużyna Dinama Tbilisi. Królem strzelców ligi został Gieorgij Jarcew ze Spartaka Moskwa, który zdobył 19 goli.

## Drużyny
| Drużyna          | Miasto          | Republika          | Stadion                     | Pojemność | Pozycja w 1977 |
| ---------------- | --------------- | ------------------ | --------------------------- | --------- | -------------- |
| Ararat           | Erywań          | Armeńska SRR       | Stadion Hrazdan             | 55,000    | 11.            |
| CSKA             | Moskwa          | Rosyjska FSRR      | Łużniki                     | 84,745    | 14.            |
| Czornomorec      | Odessa          | Ukraińska SRR      | Stadion Centralny w Odessie | 34,000    | 7.             |
| Dinamo           | Tbilisi         | Gruzińska SRR      | Stadion Borysa Paiczadze    | 58,000    | 2.             |
| Dnipro           | Dniepropetrowsk | Ukraińska SRR      | Stadion Meteor              | 24,300    | 12.            |
| Dynamo           | Kijów           | Ukraińska SRR      | Stadion Dynamo              | 30,000    | 1.             |
| Dynamo           | Moskwa          | Rosyjska FSRR      | Stadion Dynamo              | 36,540    | 4.             |
| Kajrat           | Ałma-Ata        | Kazachska SRR      | Stadion Centralny           | 25,000    | 8.             |
| Lokomotiw        | Moskwa          | Rosyjska FSRR      | Stadion Lokomotiwu          | 28,800    | 6.             |
| Neftçi           | Baku            | Azerbejdżańska SRR | Stadion Tofika Bachramowa   | 30,000    | 13.            |
| Paxtakor         | Taszkent        | Uzbecka SRR        | Stadion Centralny Paxtakor  | 55,000    | D1, 2.         |
| Spartak          | Moskwa          | Rosyjska FSRR      | Łużniki                     | 84,745    | D1, 1.         |
| Szachtar         | Donieck         | Ukraińska SRR      | Stadion Szachtar            | 31,700    | 5.             |
| Torpedo          | Moskwa          | Rosyjska FSRR      | Łużniki                     | 84,745    | 3.             |
| Zenit Petersburg | Leningrad       | Rosyjska FSRR      | Stadion Pietrowski          | 21,745    | 10.            |
| Zoria            | Woroszyłowgrad  | Ukraińska SRR      | Stadion Awanhard            | 22,000    | 9.             |

## Tabela końcowa sezonu
| Lp. | Drużyna                | M  | Z  | R  | P  | Bramki | Bramki | Różn. | Pkt | Uwagi                                   |
| --- | ---------------------- | -- | -- | -- | -- | ------ | ------ | ----- | --- | --------------------------------------- |
| 1   | Dinamo Tbilisi (M)     | 30 | 17 | 8  | 5  | 45     | 24     | +21   | 42  | Puchar Europy • 1/16 finału             |
| 2   | Dynamo Kijów           | 30 | 15 | 9  | 6  | 42     | 20     | +22   | 38  | Puchar UEFA • 1/32 finału               |
| 3   | Szachtar Donieck       | 30 | 16 | 5  | 9  | 42     | 31     | +11   | 37  | Puchar UEFA • 1/32 finału               |
| 4   | Dinamo Moskwa          | 30 | 14 | 10 | 6  | 37     | 23     | +14   | 36  | Puchar Zdobywców Pucharów • 1/16 finału |
| 5   | Spartak Moskwa         | 30 | 14 | 5  | 11 | 42     | 33     | +9    | 33  |                                         |
| 6   | CSKA Moskwa            | 30 | 14 | 4  | 12 | 36     | 40     | −4    | 32  |                                         |
| 7   | Czornomoreć Odessa     | 30 | 12 | 10 | 8  | 41     | 26     | +15   | 32  |                                         |
| 8   | Torpedo Moskwa         | 30 | 11 | 11 | 8  | 36     | 29     | +7    | 30  |                                         |
| 9   | Zaria Woroszyłowgrad   | 30 | 9  | 8  | 13 | 38     | 44     | −6    | 26  |                                         |
| 10  | Zenit Leningrad        | 30 | 9  | 8  | 13 | 31     | 46     | −15   | 26  |                                         |
| 11  | Pachtakor Taszkient    | 30 | 9  | 8  | 13 | 42     | 43     | −1    | 26  |                                         |
| 12  | Kajrat Ałmaty          | 30 | 9  | 7  | 14 | 36     | 29     | +7    | 25  |                                         |
| 13  | Neftçi PFK             | 30 | 8  | 7  | 15 | 28     | 39     | −11   | 23  |                                         |
| 14  | Ararat Erywań          | 30 | 8  | 6  | 16 | 20     | 42     | −22   | 22  |                                         |
| 15  | Lokomotiw Moskwa       | 30 | 7  | 9  | 14 | 26     | 40     | −14   | 22  |                                         |
| 16  | Dnipro Dniepropetrowsk | 30 | 9  | 3  | 18 | 25     | 39     | −14   | 21  | Spadek do Pierwoj Ligi                  |

Uwaga: Dynamo Kijów i Lokomotiw Moskwa zostały ukarane za przekroczenie dopuszczalnej liczby 8 remisów odjęciem 1 punktu, Dinamo Moskwa i Czornomoreć Odessa - 2, a Torpedo Moskwa - 3.

## Najlepsi strzelcy
źródło: rsssf.com (ang.)
19 goli
- Gieorgij Jarcew (Spartak M.)

15 goli
- Ramaz Szengelia (Dinamo T.)

13 goli
- Ołeh Błochin (Dynamo K.)

11 goli
- Mykoła Łatysz (Szachtar)

10 goli
- Władimir Klemientjew (Zenit Petersburg)

9 goli
- Nikołaj Kołesow (Dynamo M.)

8 goli
- Aleksiej Bielenkow (CSKA)
- Wachtang Koridze (Dinamo T.)
- Wiktor Kuzniecow (Zoria)

## Nagrody
33 najlepszych piłkarzy ligi za sezon 1978:
Bramkarze
1. Dawit Gogia (Dinamo T.)
2. Jurij Romenski (Czornomorec)
3. Jurij Dehteriow (Szachtar)

|  | Prawi obrońcy 1. Tamaz Kostawa (Dinamo T.) 2. Siergiej Prigoda (Torpedo) 3. Aleksandr Boki (Dynamo M.) | Prawi-środkowi obrońcy 1. Aleksandr Bubnow (Dynamo M.) 2. Serhij Bałtacza (Dynamo K.) 3. Wjaczesław Łeszczuk (Czornomorec) | Lewi-środkowi obrońcy 1. Anatolij Końkow (Dynamo K.) 2. Wasilij Żupikow (Torpedo) 3. Piruz Kanteladze (Dinamo T.) | Lewi obrońcy 1. Aleksandr Machowikow (Dynamo M.) 2. Oleg Romancew (Spartak M.) 3. Wiktor Kondratow (Szachtar) |

|  | Prawi pomocnicy 1. Ołeksandr Bereżny (Dynamo K.) 2. Witali Daraselia (Dinamo T.) 3. Aleksandr Tarchanow (CSKA) | Prawi-środkowi pomocnicy 1. Manuchar Machaidze (Dinamo T.) 2. Michaił An (Pachtakor) 3. Łeonid Buriak (Dynamo K.) | Lewi-środkowi pomocnicy 1. Wołodymyr Bezsonow (Dynamo K.) 2. Alaksandr Maksymenkau (Torpedo) 3. Siergiej Szawło (Spartak M.) | Lewi pomocnicy 1. Wladimer Gucaewi (Dinamo T.) 2. Gieorgij Jarcew (Spartak M.) 3. Mykoła Łatysz (Szachtar) |

|  | Prawi napastnicy 1. Dawit Kipiani (Dinamo T.) 2. Walerij Gazzajew (Lokomotiw) 3. Jurij Gawriłow (Spartak M.) | Lewi napastnicy 1. Ołeh Błochin (Dynamo K.) 2. Ramaz Szengelia (Dinamo T.) 3. Władimir Klemientjew (Zenit) |

| Mistrz ZSRR w sezonie 1978 |
| -------------------------- |
| ZSRR                       |
| Dinamo Tbilisi 2 tytuł     |